# Eugénio Correia
Eugénio Correia (1897-1985) foi um arquiteto português, considerado um dos maiores expoentes de um tipo de arquitectura modernista, conciliada com a tradição nacional portuguesa.
No final dos anos 1920, Eugénio Correia, então um arquitecto secundário, mas a quem se atribuía "a reconstituição do estilo arquitectónico português" defendeu, em entrevista ao "Diário de Lisboa", o Plano Forastier para Lisboa, da autoria do arquitecto francês Jean-Claude Nicolas Forestier.
Segundo o historiador Joaquim Veríssimo Serrão, Eugénio Correia torna-se, a partir da década de 1930, juntamente com Porfírio Pardal Monteiro e Jorge Segurado, um dos maiores expoentes de uma arquitectura inovadora, que conciliava a tradição nacional e o carácter modernista, cujas bases haviam sido lançadas por José Cotinelli Telmo.
Em 8 de Novembro de 1941, na qualidade de presidente da Sociedade de Belas Artes, presidiu à inauguração da exposição "Nova Arquitectura Alemã", organizada no edifício da Sociedade pelo Inspector Geral de obras da capital do III Reich, o arquitecto Albert Speer, com a presença do Presidente da República General Carmona, e do Ministro das Obras Públicas, Engenheiro Duarte Pacheco. A exposição esteve 14 dias aberta ao público, sendo visitada por mais de cem mil pessoas, tornando-se a maior até então exibida em Portugal.
Em 1968 pertencia ao Conselho Superior das Obras Públicas.

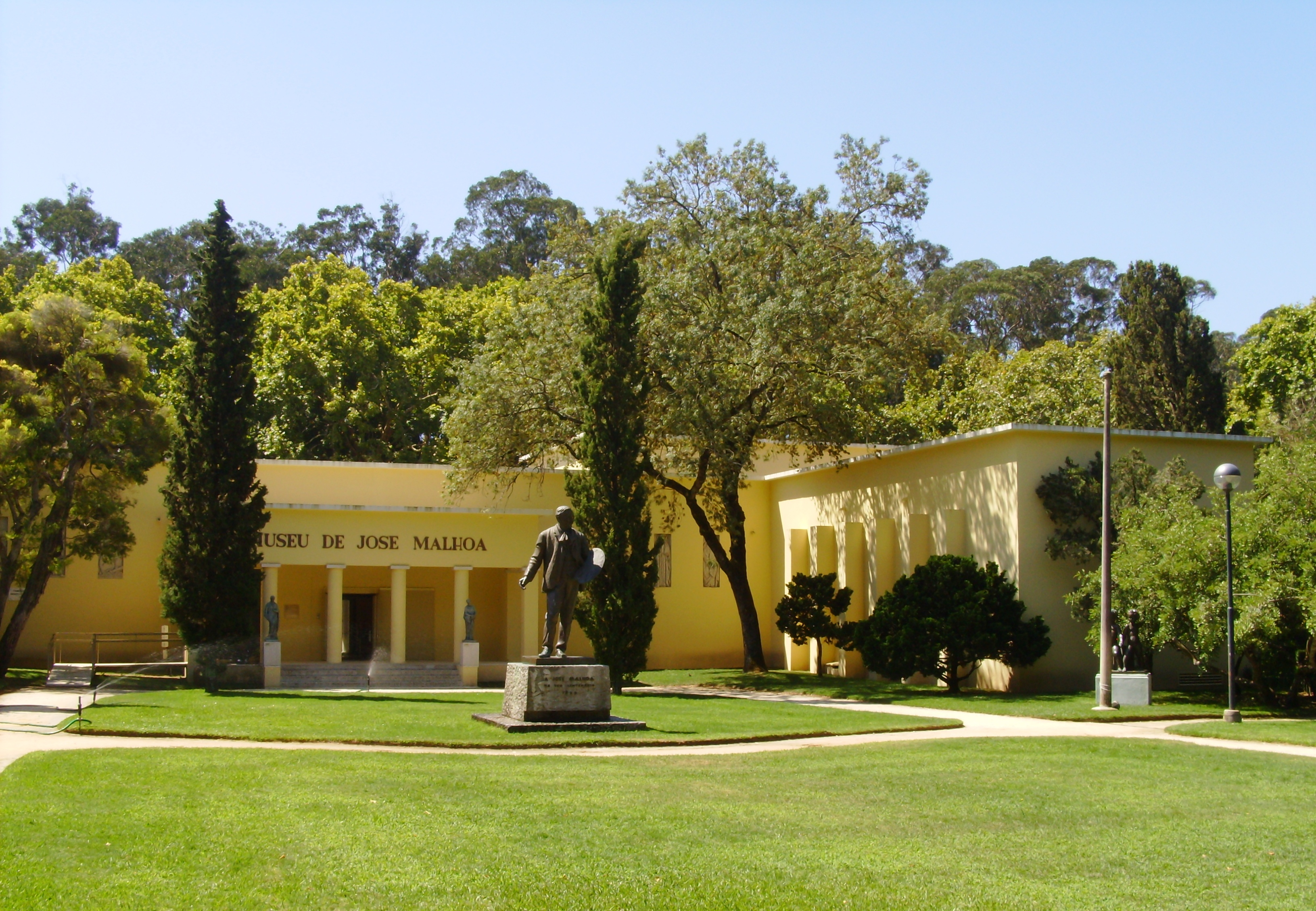
Museu de José Malhoa, nas Caldas da Rainha, projecto de 1937.

## Museu José Malhoa
Em 1937 projecta, juntamente com Paulino Montês, o Museu de José Malhoa, nas Caldas da Rainha. O edifício foi inaugurado a 11 de Agosto de 1940, no âmbito dos festejos provinciais dos Centenários da Fundação e da Restauração de Portugal. O pedestal da estátua de José Malhoa do escultor Leopoldo Neves de Almeida, inaugurada em 1955 nos jardins fronteiros ao museu, é também da autoria de Eugénio Correia.

## Bairros económicos

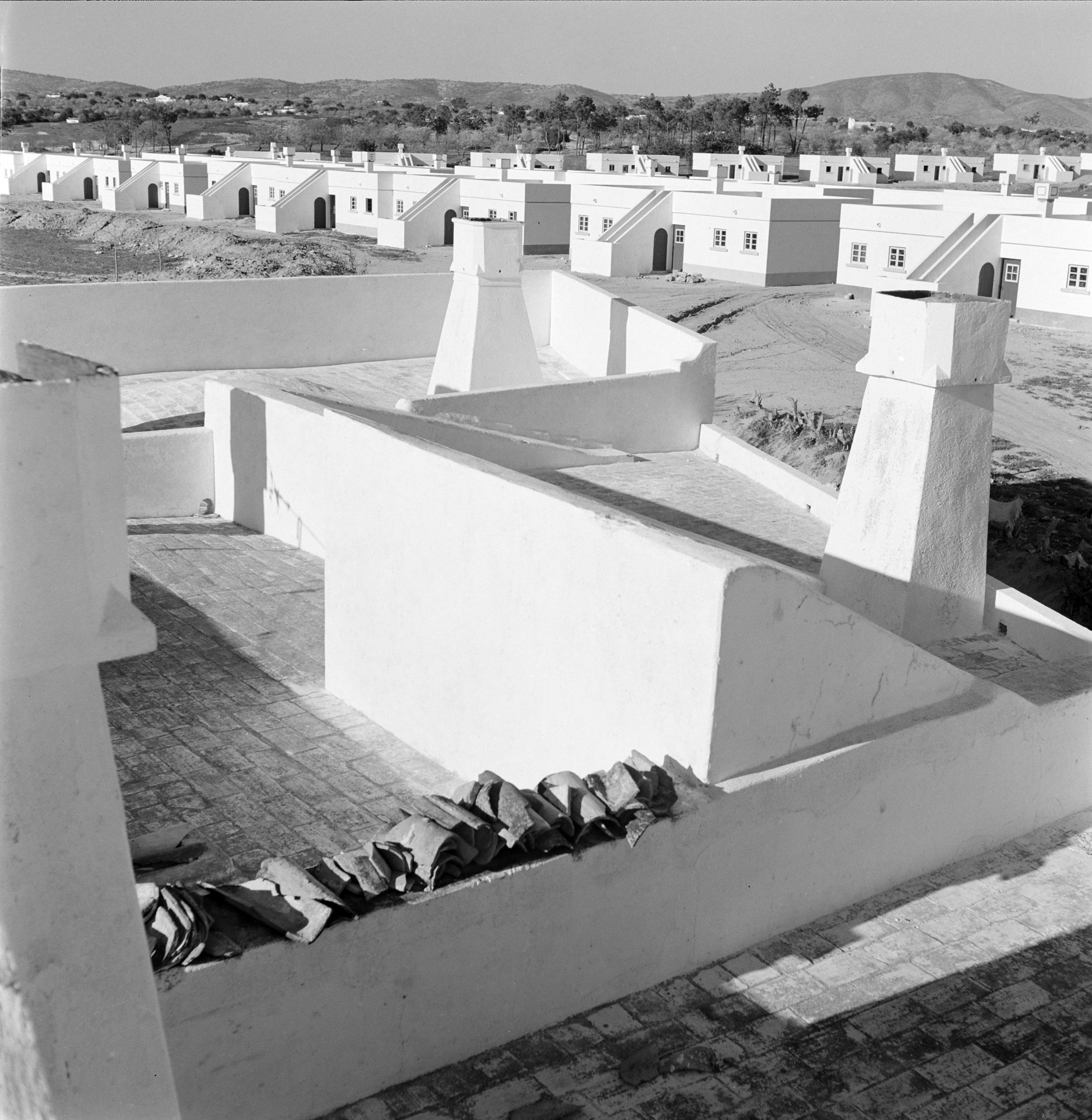
Bairro do Consórcio Português de Conservas de Peixe, concluído em 1938.

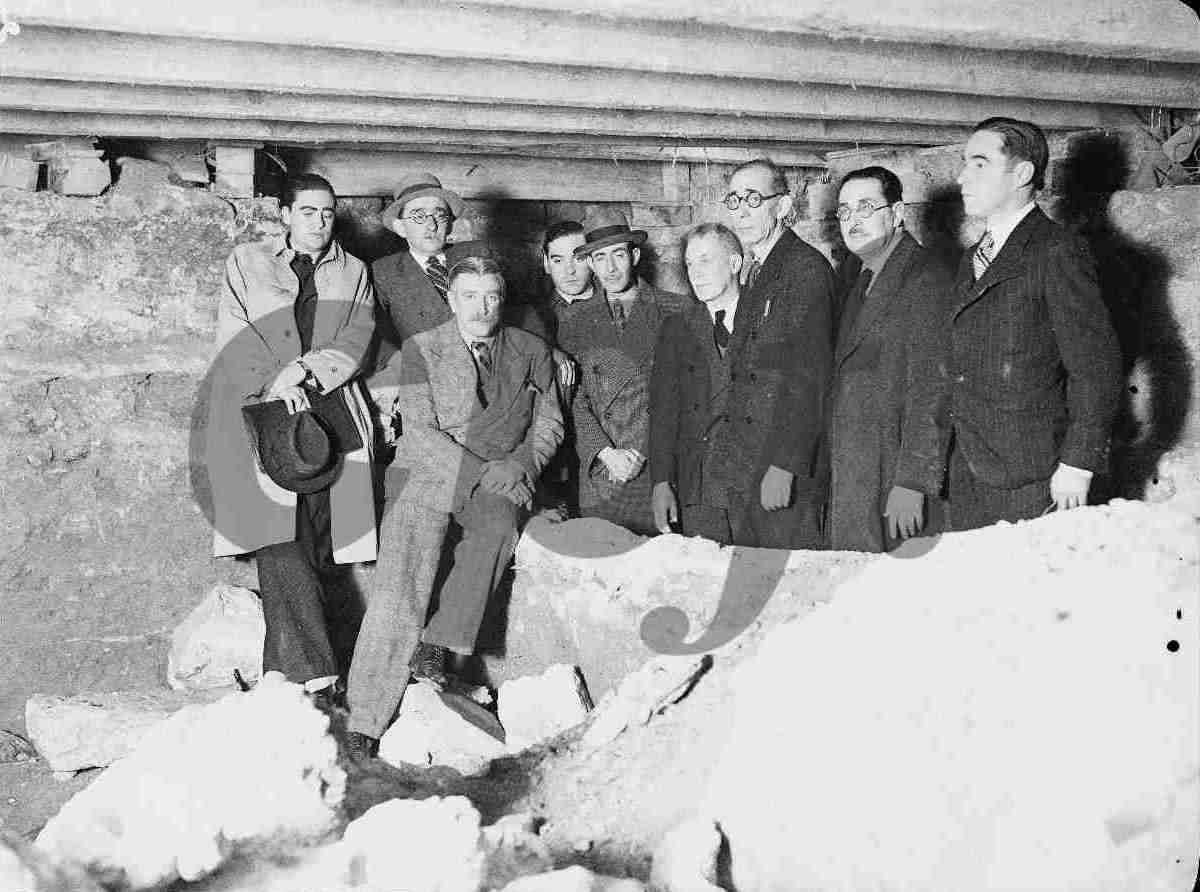
Eugénio Correia com os Amigos de Lisboa em 1937, entre os paredões dos fundamentos antigos de um prédio da Baixa Pombalina

Entre 1935 e 1938 projectou o Bairro do Consórcio Português de Conservas de Peixe em Olhão, para a Secção de Construção de Casas Económicas da Direcção-Geral dos Edifícios e Monumentos Nacionais (DGEMN), constituído por sessenta e seis casas, sendo a primeira realização de habitação de baixo custo com apoio estatal naquele concelho.
Entre 1933 e 1938 colaborou com Raul Lino na execução do Bairro Económico de Belém, também denominado de Bairro Económico das Terras de
Forno, localizado a nascente do Mosteiro dos Jerónimos, com uma área de 62.504 m². De 1938 a 1940 projectou o bairro económico de Telheiros da Ajuda/Alto da Ajuda, em Lisboa
Em 1948 projecta o Bairro de Casas Económicas Engenheiro Duarte Pacheco, actual Bairro Económico da Horta da Cavalinha, em Olhão, no âmbito da Direcção dos Edifícios do Sul/Secção de Construção de Casas Económicas da DGEMN, onde dominava a habitação unifamiliar geminada, de um a dois pisos, de inspiração popular. O bairro abrangia várias tipologias, denotando o gosto "tradicionalista" do Estado Novo quando tratava de alojar comunidades mais desfavorecidas ou de características rurais. O conjunto era composto por oito arruamentos, unificados em torno da escola primária, constituída em equipamento colectivo de eleição na vida comunitária. Existem dados que permitem colocar o fim da construção deste bairro em 1953.
Sobre este bairro o geógrafo alemão Wilhem Giese, que nos anos 1930 discutira em artigos científicos a origem da açoteia olhanense, voltando à vila vinte anos depois, assinalou que as "(...)casas espaçosas de dois andares com todas as comodidades modernas(...", tinham adoptado um elemento tradicional: a escada exterior que, projectada da empena de cada casa, permitia o acesso à moderna açoteia, à semelhança das que, nas casas tradicionais do centro, ligavam as antigas açoteias aos mirantes. Para Giese, este bairro, como os seus congéneres, "expressivamente modernos", constituíam-se como exemplos da "mescla do antigo e do novo, do que está morrendo e do que está crescendo" em Olhão, deixando uma impressão forte e positiva.
O seu projecto de Casas Económicas em Olhão, juntamente com as Casas para Pescadores de Inácio Peres Fernandes, e as Casas para as Classes Pobres de António Gomez Egea e Luís Guedes, é considerado de importância fundamental para a definição de uma identidade arquitectónica moderna daquela cidade.

## Colónia Agrícola de Santo Isidro de Pegões

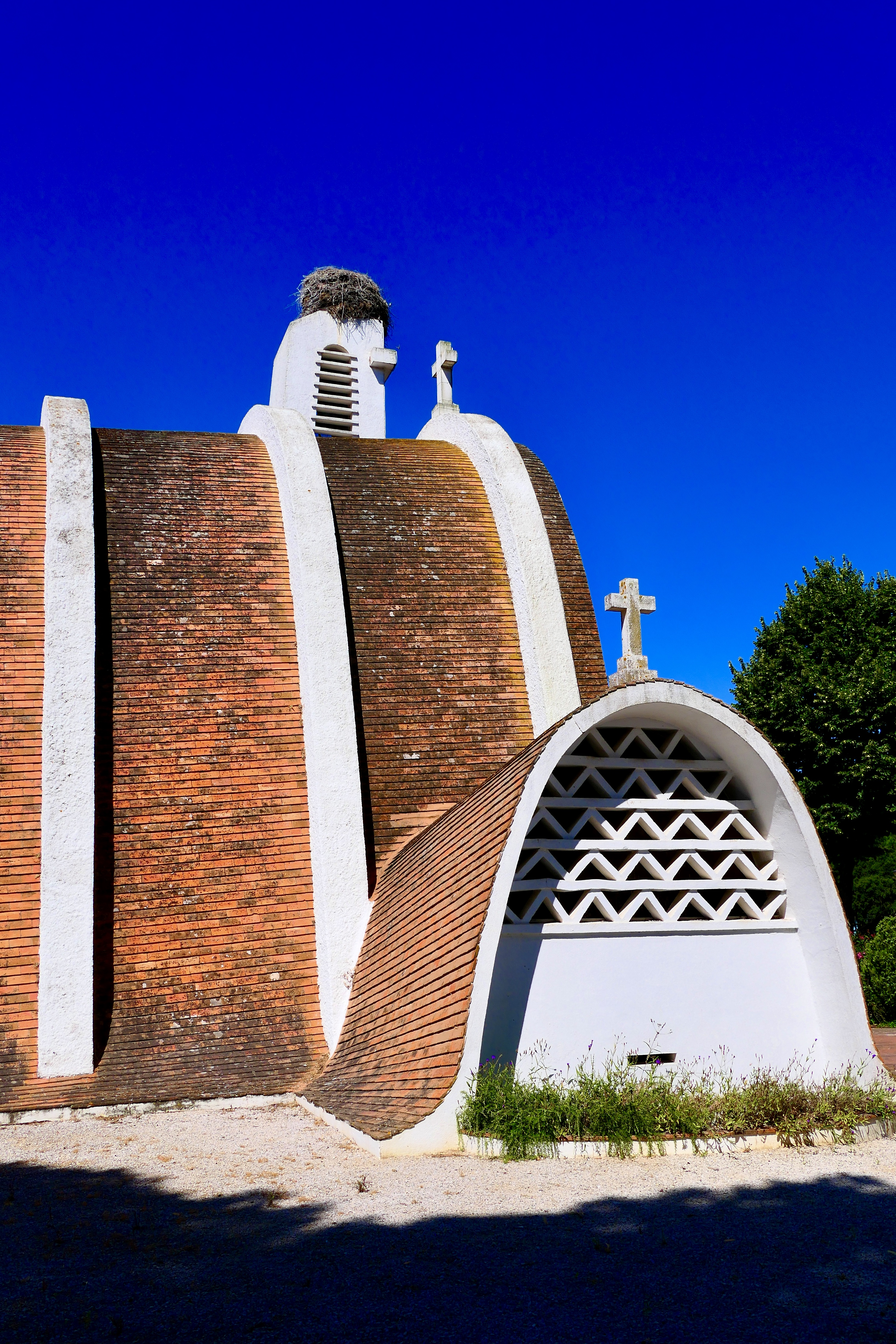
Igreja de Santo Isidro, construída em 1962, a pedido dos colonos, num lugar onde já se realizava a festa anual em honra do patrono da Lavoura

No início da década de 1950 projecta o grupo de Pegões Velhos da Colónia Agrícola de Santo Isidro de Pegões, no Montijo, composto por igreja, duas escolas primárias, uma para cada sexo, e três habitações destinadas ao padre e professoras,d e concepção surpreendente moderna e de uma ousadia formal. Sobre este conjunto, escreveu o arquitecto Nuno Teotónio Pereira: ".. as obras de Eugénio Correia, com as suas construções em superfícies parabólicas, constituem um grito de radical modernidade que fazem delas um caso singular no panorama da arquitectura em Portugal. (...) A juntar a isso, acontece que, dentro desta forma, não muito comum no contexto da arquitectura moderna, a técnica construtiva, à base de fusos cerâmicos, lhes confere uma acrescida originalidade".
A Igreja de Santo Isidro de Pegões foi inaugurada em 1957 pela Junta de Colonização Interna, formando parte do conjunto edificado no âmbito do projecto de colonização do planalto de Pegões. O edifício, embora integrado nos planos de edificações do Estado Novo, possui uma arquitectura fora dos cânones em voga na época, integrando-se perfeitamente na paisagem circundante. O templo tem a fachada virada a norte, e interior de uma só nave despojada de qualquer tipo de decoração, com baptistério. Na capela-mor encontra-se uma grandiosa pintura mural a fresco, onde se representa a figura de Santo Isidro, da autoria de Severo Portela Júnior.

## Piódão

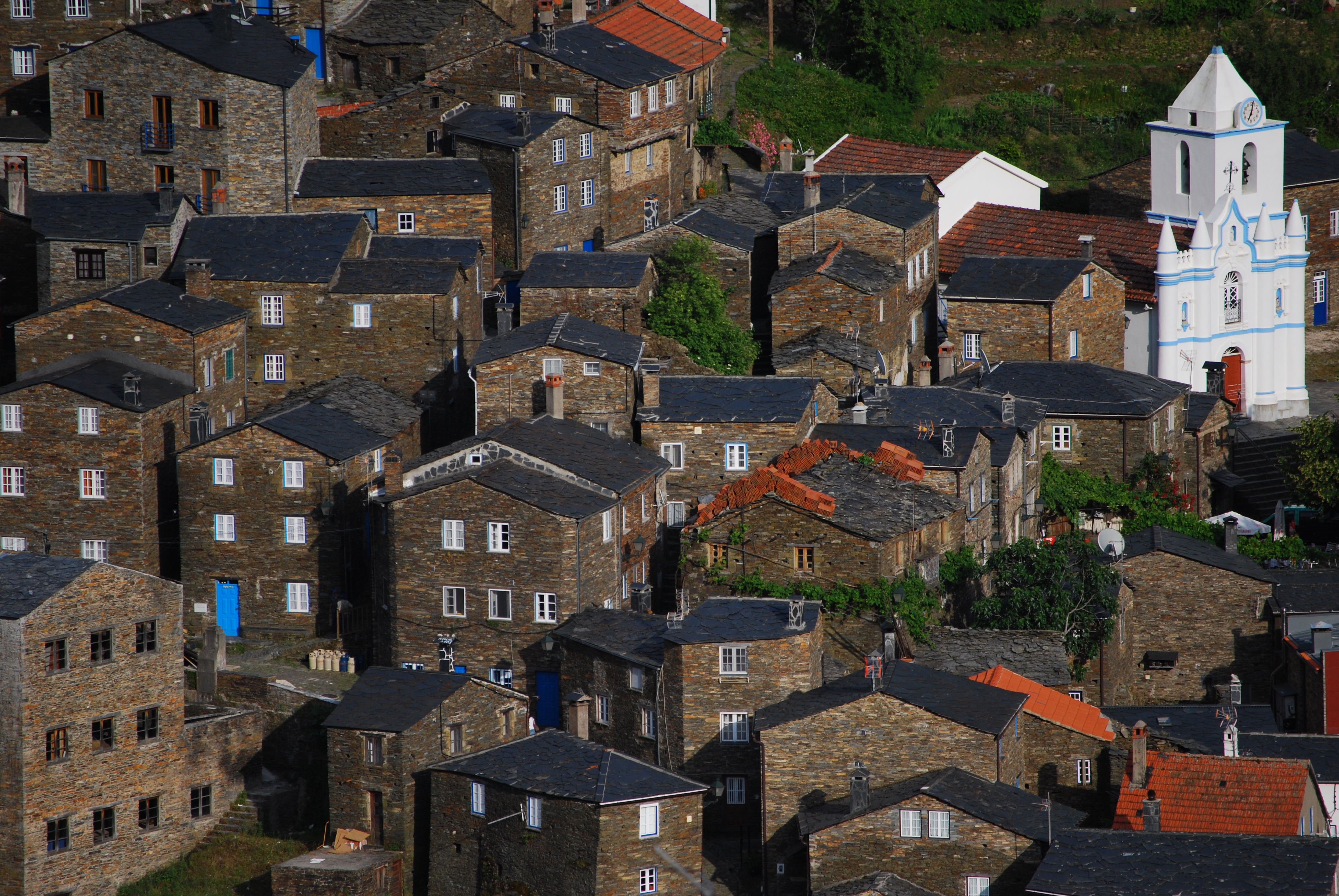
Aldeia histórica do Piódão.

Em 1974, membros da Comissão de Melhoramentos da Freguesia do Piódão levaram àquela aldeia Eugénio Correia, "cuja influência no poder político levou, por sua vez, à intenção de parar de imediato com todas as alterações à unidade arquitectónica e à fisionomia de conjunto da aldeia, vista como um património raro." O arquitecto tornou-se um dos principais promotores da elevação da povoação do Piódão a Imóvel de Interesse Público, merecendo a sua especial atenção pela peculiaridade das suas construções, totalmente em xisto, tanto as paredes como as coberturas. A classificação veio a concretizar-se por despacho ministerial de Abril de 1976, confirmado pelo Decreto-Lei nº 95/78, de 12 de Setembro de 1978. A localidade homenageou o arquitecto atribuíndo o seu nome à Rua Eugénio Correia.

## Outros projectos
A Câmara Municipal do Funchal, por acta de 12 de Maio de 1938, deliberou mandar orçamentar a obra do miradouro do Pináculo, em São Gonçalo, com projeto do arquitecto Eugénio Correia, a quem a autarquia manda "agradecer a obsequiosa oferta"
Foi ainda autor do projecto do Mercado de Chaves, do Seminário de Vila Real, e do masoleu-monumento ao Dr. Ceia, em Peniche.

## Prémios
Participou na Exposição do Rio de Janeiro de 1922 com o pavilhão de Honra, conseguindo o terceiro prémio. Em 1927 concorreu à Exposição das Caldas da Rainha, obtendo a medalha de ouro. Conseguiu também o segundo prémio no concurso do Palácio do Ministério da Agricultura.